# Futian (köpinghuvudort i Kina, Jiangxi Sheng, lat 27,43, long 114,93)
Futian är en köpinghuvudort i Kina. Den ligger i provinsen Jiangxi, i den sydöstra delen av landet, omkring 170 kilometer sydväst om provinshuvudstaden Nanchang. Antalet invånare är 36 573. Befolkningen består av 16 750 kvinnor och 19 823 män. Barn under 15 år utgör 21,0 %, vuxna 15-64 år 69 %, och äldre över 65 år 9,0 %.
Runt Futian är det ganska tätbefolkat, med 139 invånare per kvadratkilometer. Närmaste större samhälle är Wanfu, 4,8 km väster om Futian. Trakten runt Futian består till största delen av jordbruksmark.
Genomsnittlig årsnederbörd är 2 038 millimeter. Den regnigaste månaden är maj, med i genomsnitt 329 mm nederbörd, och den torraste är oktober, med 26 mm nederbörd.